# 西日本旅客鉄道京滋支社
西日本旅客鉄道京滋支社（にしにほんりょかくてつどうけいじししゃ）は、京都市南区西九条にある西日本旅客鉄道（JR西日本）の支社の一つである。

## 概要
発足当初は京都支社と称し、神戸支社（現在の兵庫支社）とともに国鉄時代の大阪鉄道管理局の流れを汲み、大阪府北部、京都府南部および滋賀県の大半を管轄していた。2010年12月1日に近畿統括本部発足後はその下部組織に改組され、関係する駅・乗務員区の業務支援や運輸・技術系統間の鉄道オペレーションに係る業務の連携推進のほか、該当エリアの対外的な窓口としての機能を担うとされている。
和歌山支社とともに、管内の全区間が直流電化区間であり、新幹線のみ管轄の福岡支社と同様、支社管轄の鉄道部が一度も設置されたことがない。

## 沿革
- 1993年（平成5年）6月1日：京都支社が発足[2]。
- 1994年（平成6年）9月4日：東海道本線（琵琶湖線）に南草津駅が開業。山陰本線（嵯峨野線）の嵯峨駅を嵯峨嵐山駅に、湖西線の叡山駅を比叡山坂本駅に改称。
- 1995年（平成7年）9月1日：東海道本線（JR京都線）の神足駅を長岡京駅に改称。
- 1997年（平成9年）3月8日：奈良線にJR藤森駅が開業。
- 2000年（平成12年）9月23日：山陰本線（嵯峨野線）に円町駅が開業[3]。
- 2001年（平成13年）3月3日：奈良線の部分複線化完成。同時にJR小倉駅が開業[4]。
- 2003年（平成15年）11月1日：管内の80駅にICカード「ICOCA」を導入（2018年3月までに全駅完了）。
- 2006年（平成18年）9月24日：北陸本線長浜駅 - 敦賀駅間と湖西線永原駅 - 近江塩津駅間の直流化完成。10月21日より新快速の乗り入れ開始[5]。
- 2008年（平成20年）
  - 3月15日：東海道本線（JR京都線）に島本駅が開業[6]。湖西線の西大津駅を大津京駅、雄琴駅をおごと温泉駅にそれぞれ改称[6]。
  - 10月18日：東海道本線（JR京都線）に桂川駅が開業[7]。
- 2010年（平成22年）
  - 3月7日：山陰本線（嵯峨野線）京都駅 - 園部駅間の複線化事業が完成[8]。
  - 12月1日：大阪支社・神戸支社と統合して近畿統括本部に変更。京都支社は統括本部の下部組織に変更[1]。
- 2011年（平成23年）2月14日：滋賀県との包括的連携協定を締結[9]。
- 2018年（平成30年）3月17日：東海道本線（JR京都線）にJR総持寺駅が開業[10]
- 2019年（平成31年）3月16日：山陰本線（嵯峨野線）に梅小路京都西駅が開業[11]。
- 2022年（令和4年）10月1日：組織改編に伴い、支社名称を京滋支社に変更。

## 管轄対象駅
331.6km、102駅を管轄している。京滋支社が管轄する駅は次の通り（複数の路線が乗り入れる駅は所属線区を優先し、重複は計上しない）。
- 東海道本線（琵琶湖線・JR京都線）：米原駅 - 吹田駅間（新幹線の米原駅と京都駅は東海旅客鉄道関西支社の管轄）
- 湖西線：全駅
- 北陸本線：坂田駅 - 近江塩津駅間
- 山陰本線（嵯峨野線）：梅小路京都西駅 - 園部駅間
- 草津線：油日駅 - 手原駅間
- 奈良線：東福寺駅 - 上狛駅間

## 管理駅
JR西日本では、主要駅に駅長を配置してその駅を管理駅、または統括駅とし、更にその中の拠点駅にも駅長を配置して地区駅として管理業務を分担している。京滋支社管内の管理駅・統括駅とその管轄範囲（　）は次の通り。
- 京都統括駅[12]（京都駅〜亀岡駅、東福寺駅〜上狛駅、山科駅）
- 高槻統括駅[13]（西大路駅 - 吹田駅間）
- 大津統括駅[14]（瀬田駅 - 大津駅間、大津京駅 - 永原駅間）
- 草津管理駅（安土駅 - 南草津駅間、油日駅 - 手原駅間）
- 米原管理駅（能登川駅 - 米原駅 - 近江塩津駅間）

## 乗務員区所
- 京都電車区（運転士）
- 梅小路運転区（運転士）
- 京都車掌区（車掌）
- みやこ列車区（運転士・車掌）
- 米原列車区（運転士・車掌）
- 草津列車区 (運転士・車掌)